# 佐々木祐輔
佐々木 祐輔（ささき ゆうすけ、1993年9月19日 - ）は、日本の男性声優。広島県出身。EARLY WING正所属。

## 人物
趣味は散歩、カラオケ、料理、アコースティックギター。特技は広島弁。
ラーメンが好物。
主に広島弁を話すキャラクターやクールなキャラクターを演じる。

## 出演

### テレビアニメ
- 王様ゲーム The Animation（2017年、赤松健太[3]）
- 銀魂.（2018年、町人B）
- 奴隷区 The Animation（2018年、ムオンの部下）

### モーションコミック
- エリートヤンキー三郎（後藤田拓也）
- クロサギ
- BADBOYS（岩見エイジ）
- 僕の初恋をキミに捧ぐ

### アプリゲーム
- 逆転オセロニア（アエーシェマ、サマーアエーシェマ)
- 幻獣契約クリプトラクト（ドゥラガン、シーホーク、ニコラテス、アルド他）
- ソラとウミのアイダ（守護神）
- 18 キミトツナガルパズル（武田信玄、不動明王）
- 三国志ディフェンちゅ（周瑜）
- 戦の海賊 (ヴァン)
- 蒼穹のミストアーク（海洋の神リール）
- モバイル·レジェンド: Bang Bang (ザスク、ラプラプ)

### ゲーム
- パズドラZ
- ROOT∞REXX
- 龍が如く6 命の詩。（森塚 公彦、その他）
- ラングリッサーI&II

### 吹き替え
- ハッピーエンドが書けるまで（グレン）
- ペーパーボーイ 真夏の引力
- 王は愛する（フラタイ〈キム・ジェウン〉）

### 劇場アニメ
- 百日紅 〜Miss HOKUSAI〜